# 长征十一号运载火箭
长征十一号运载火箭（英語：Long March 11）缩写为“CZ-11”或“LM-11”，是中国航天科技集团研制的小型固体燃料四级运载火箭，主要用于发射小型卫星，可以提高其快速进入空间、应急发射的能力。长征十一号发射周期不超过72小时，最短發射时间在24小时以内。

## 概要
长征十一号运载火箭系统由固体运载火箭、发射支持系统组成，起飞推力120吨。长征十一号采用水平总装、水平测试、水平转运的“三平”模式，发射时无需固定发射台，采用轮式发射车，在简易场坪即可发射，并且具备24小时内完成测试、发射的能力。
2010年10月，中国航天科技集团公司将长十一火箭作为内部型号立项，设计理念为利用已有的成熟技术，适当采用新技术，研制性价比最优的产品。有一种常见的错误说法，认为长征十一号是基于东风-31导弹研制的，但导弹与运载火箭的设计目标并不相同，两者直径、发动机、级数等也都不相同。
2015年9月25日，长十一遥一首飞成功。长征十一号遥一、遥二700公里太阳同步轨道运载能力达350千克。
从遥三起，长征十一号通过技术创新使卫星适应性、系统可靠性、发射经济性和履约能力均有提高，并开始执行商业发射。该构型运载能力提升20%，700公里太阳同步轨道运载能力大于400千克。
2019年6月5日，长征11号（CZ-11 WEY）在中国黄海海域发射成功。这是中国首次实施运载火箭海上发射。其后建立东方航天港，陆续开展了多次海上发射。
2019年3月5日下午2点在白鹿原试验新区，由中国航天科技集团航天动力技术研究院自主研制的200吨推力先进固体火箭发动机地面热试车成功。该发动机直径2.65米，装药量71吨，推力200吨，采用了多项新技术，是目前国内装药量最多、推力最大的高性能纤维缠绕复合材料壳体整体式固体发动机。该发动机未来将应用于长征11号火箭的改进型，届时长征11号的700公里SSO运载能力将从420千克提升到1.5吨左右。

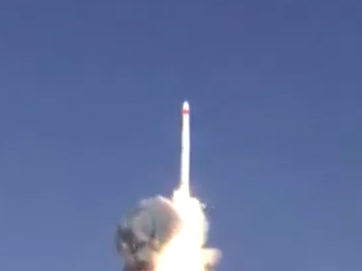
长征十一号遥六运载火箭点火瞬间

## 发射记录
| 飞行次序           | 火箭序号 | 起飞时间（UTC+8）              | 发射工位                                                                                      | 有效载荷 | 卫星轨道     | 发射结果 |
| ------------------ | -------- | ------------------------------ | --------------------------------------------------------------------------------------------- | --- | ------------ | -------- |
| 1                  | 遥一     | 2015年9月25日 9时41分          | 酒泉卫星发射中心                                                                              | 浦江一号 上科大二号×3                                                                                              | 太阳同步轨道 | 成功     |
| 2                  | 遥二     | 2016年11月10日 7时42分         | 酒泉卫星发射中心                                                                              | 脉冲星导航试验卫星 潇湘一号 丽水一号 科创KS-1Q试验载荷 少年梦想一号 皮纳二号                                       | 太阳同步轨道 | 成功     |
| 3                  | 遥三     | 2018年1月19日 12时12分         | 酒泉卫星发射中心                                                                              | 吉林一号视频07星 · 吉林一号视频08星 · “淮安号”恩来星 · 湘江新区号（潇湘二号） · 亦庄·全图通一号 · 加拿大开普勒一号 | 太阳同步轨道 | 成功     |
| 4                  | 遥四     | 2018年4月26日 12时42分         | 酒泉卫星发射中心                                                                              | 珠海一号02组高光谱01星 珠海一号02组高光谱02星 珠海一号02组高光谱03星 珠海一号02组高光谱04星 珠海一号02组视频星     | 太阳同步轨道 | 成功     |
| 5                  | 遥五     | 2018年12月22日 07时51分        | 酒泉卫星发射中心                                                                              | 虹云工程技术验证卫星                                                                                               | 太阳同步轨道 | 成功     |
| 6                  | 遥六     | 2019年1月21日 13时42分         | 酒泉卫星发射中心                                                                              | 吉林一号光谱01星 吉林一号光谱02星 灵鹊-1A星 青腾之星（潇湘一号03星）                                               | 太阳同步轨道 | 成功     |
| 7                  | 海射遥一 | 2019年6月5日 12时06分          | 黄海海域东方航天港泰瑞号海上发射平台 34°53′58″N 121°11′25″E / 34.89944°N 121.19028°E          | 捕风一号A、B 中电网通一号A、B 吉林一号高分03A 娄星号卫星（潇湘一号04星） 陶行知教育一号卫星（天启三号）            | 近地轨道     | 成功     |
| 8                  | 遥七     | 2019年9月19日 14时42分         | 酒泉卫星发射中心                                                                              | 珠海一号03组高光谱01星 珠海一号03组高光谱02星 珠海一号03组高光谱03星 珠海一号03组高光谱04星 珠海一号03组视频星     | 太阳同步轨道 | 成功     |
| 9                  | 遥八     | 2020年5月30日 04时13分         | 西昌卫星发射中心                                                                              | 新技术试验卫星G、H                                                                                                 | 近地轨道     | 成功     |
| 10                 | 海射遥二 | 2020年9月15日 09时23分         | 黄海海域东方航天港德渤3号海上发射平台 34°15′11″N 123°49′37″E / 34.253°N 123.827°E             | 吉林一号高分03C视频星1、2、3 吉林一号高分03B推扫星1、2、3、4、5、6                                                 | 太阳同步轨道 | 成功     |
| 11                 | 遥九     | 2020年12月10日 04时14分        | 西昌卫星发射中心                                                                              | 引力波暴高能电磁对应体全天监测器（GECAM）卫星01、02                                                                | 近地轨道     | 成功     |
| 12                 | 遥十     | 2022年3月30日 10时29分         | 酒泉卫星发射中心                                                                              | 天平二号卫星A、B、C                                                                                                | 太阳同步轨道 | 成功     |
| 13                 | 海射遥三 | 2022年4月30日 11时30分         | 东海海域东方航天港泰瑞号海上发射平台 32°11′00″N 123°48′00″E / 32.18333°N 123.80000°E          | 吉林一号高分03D卫星04、05、06、07吉林一号04A卫星                                                                   | 太阳同步轨道 | 成功     |
| 14                 | 海射遥四 | 2022年10月7日 21时10分28.520秒 | 黄海海域东方航天港德浮15002海上发射平台 36°37′52.8″N 121°11′54.1″E / 36.631333°N 121.198361°E | 微厘空间北斗低轨导航增强系统S5/S6试验卫星                                                                          | 近地轨道     | 成功     |
| 15                 | 遥十二   | 2022年12月16日 14时17分        | 西昌卫星发射中心                                                                              | 试验二十一号卫星                                                                                                   | 近地轨道     | 成功     |
| 16                 | 遥十一   | 2023年3月15日 19时41分         | 酒泉卫星发射中心                                                                              | 试验十九号卫星 | 太阳同步轨道 | 成功     |
| 17                 | 海射遥五 | 2023年12月26日 06时39分        | 南海海域东方航天港博润九州号海上发射平台 21°16′55″N 112°00′00″E / 21.28206°N 112.000°E        | 试验二十四号C1 试验二十四号C2 试验二十四号C3                                                                       | 太阳同步轨道 | 成功     |
| \| 成功率：100% \| |          |                                |                                                                                               | |              |          |
| 成功率：100%       |          |                                |                                                                                               | |              |          |

### 数据统计
- 失利
- 部分失利
- 成功
- 计划

## 外部連結
- 长征十一号首飞成功专题 中国航天科技集团公司 （页面存档备份，存于）
- 长征11火箭首飞 发射方式酷似东风31 （页面存档备份，存于）